# Jevgenij Medveděv
Jevgenij Vladimirovič Medveděv (rusky Евгений Владимирович Медведев; * 27. srpna 1982, Čeljabinsk, Sovětský svaz) je ruský hokejový obránce hrající v KHL za Avangard Omsk.
S ruskou hokejovou reprezentací se stal dvakrát mistrem světa. Je též dvojnásobným vítězem Gagarinova poháru.